# Лозовая (станция)
Лозова́я (в 1874—1895 Лозовая-Севастопольская) (укр. Лозова) — крупная станция Южной железной дороги. Находится в городе Лозовая Харьковской области.
Вторая по величине станция после Харькова (Харьков-Пассажирский).
Лозовая — большая сортировочная станция, Лозовское локомотивное депо и другие предприятия железнодорожного транспорта. Расположена на пересечении направлений Киев-Пассажирский — Полтава-Южная — Донецк (вокзал) и Харьков-Пассажирский — Синельниково-1 — Севастополь (вокзал) (с 2014 года — Новоалексеевка (станция)). Является передаточной междудорожной: восточнее проходит граница с Донецкой дорогой, южнее — с Приднепровской.
Поезда на Лозовской вокзал прибывают на две стороны: Азовскую (поезда Славянского направления) и Севастопольскую (Павлоградского направления).
Поезда на Харьков и Полтаву могут прибывать на любую сторону вокзала.

## История
В 1869 году была открыта Курско-Харьково-Азовская, в 1874 году — Лозово-Севастопольская ж.д. линия. В месте соединения этих двух линий и была образована на территории Екатеринославской губернии узловая станция, первоначально именуемая до 1895 года как «Лозовая-Севастопольская».
Ещё в 1869 году, в 7-ми верстах от узловой станции, севернее — в сторону Харькова, была образована линейная станция «Лозовая-Азовская».
После объединения «Азовской» и «Севастопольской» линий в одну в 1895 году, под названием: Курско-Харьково-Лозово-Севастопольская, во избежание путаницы в названиях, линейная станция была переименована в Панютино, а узловая станция — в Лозовую.
С момента открытия, узловая станция Лозовая является важным и крупным железнодорожным узлом и остановочным пунктом, для смены локомотивов во всех пассажирских поездах дальнего следования на Славянском, Полтавском и по другим направлениям.
Станция стыкования после электрификации участка Полтава-Южная — Лозовая переменным током, остальные направления электрифицированы постоянным током.

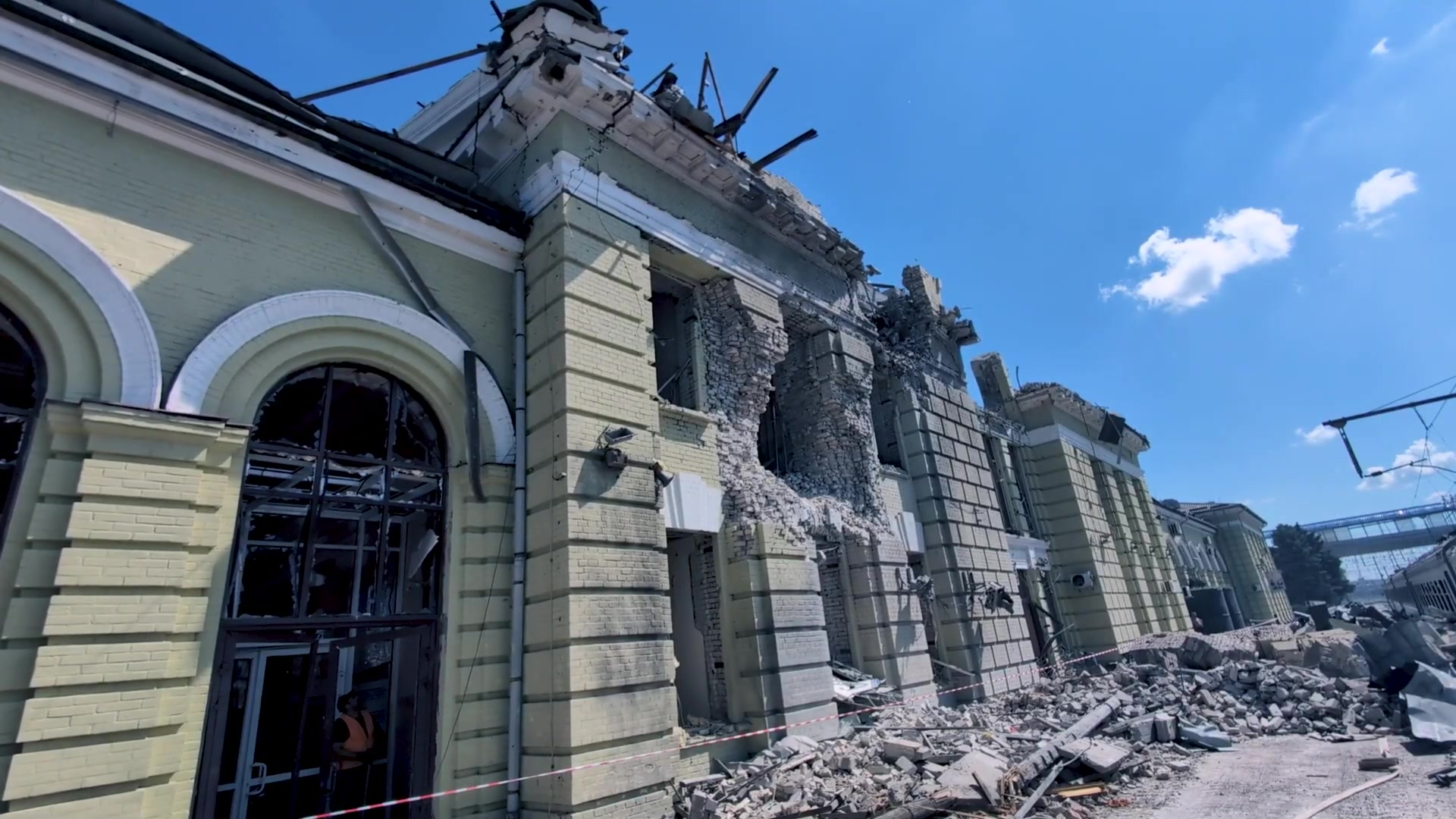
Вокзал после атаки 2025 года

В ночь на 5 августа 2025 года вокзал станции был повреждён российской атакой беспилотниками. Два человека погибли и не менее 13 пострадали.

## Дальнее следование по станции на 2018—2019 год (зимнее)
| №                         | Маршрут следования        | Прибытие | Стоянка | Отправление | Периодичность курсирования             |
| ------------------------- | ------------------------- | -------- | ------- | ----------- | -------------------------------------- |
| 81 («ХАРЬКОВ»)            | Харьков-Новоалексеевка    | 01:24    | 10      | 01:34       | с 29/10/2018 по непарным               |
| 92 беспересадочный вагон  | Полтава-Новоалексеевка    | 01:24    | 10      | 01:34       | с 29/10/2018 по непарным               |
| 100                       | Минск-Запорожье           | 02:35    | 2       | 02:37       | с 28/10/2018 по парным                 |
| 99                        | Запорожье-Минск           | 03:03    | 2       | 03:05       | с 30/10/2018 по парным                 |
| 91/92                     | Одесса-Константиновка     | 03:13    | 2       | 03:15       | с 28/10/2018 ежедневно                 |
| 82 («ХАРЬКОВ»)            | Новоалексеевка-Харьков    | 03:56    | 2       | 03:58       | с 28/10/2018 по парным                 |
| 82 беспересадочный вагон  | Новоалексеевка-Полтава    | 03:56    | 2       | 03:58       | с 28/10/2018 по парным                 |
| 125                       | Киев-Константиновка       | 05:42    | 26      | 06:08       | с 28/10/2018 ежедневно                 |
| 73                        | Москва Курская-Кривой Рог | 06:00    | 2       | 06:02       | с 28/10/2018 ежедневно                 |
| 73 беспересадочный вагон  | Москва Курская-Днепр      | 06:00    | 2       | 06:02       | с 28/10/2018 ежедневно                 |
| 95                        | Мариуполь-Бахмут          | 06:42    | 2       | 06:44       | с 28/10/2018 по парным                 |
| 140                       | Лисичанск-Днепр           | 07:50    | 2       | 07:52       | с 28/10/2018 ежедневно                 |
| 139                       | Днепр-Лисичанск           | 08:47    | 2       | 08:49       | с 28/10/2018 ежедневно                 |
| 711 (ИНТЕРСИТИ+)          | Киев-Константиновка       | 11:17    | 2       | 11:19       | с 28/10/2018 ежедневно                 |
| 797                       | Харьков-Запорожье         | 11:25    | 2       | 11:27       | с 28/10/2018 ежедневно, кроме вторника |
| 822                       | Запорожье-Харьков         | 12:05    | 2       | 12:07       | с 28/10/2018 ежедневно, кроме среды    |
| 821                       | Харьков-Запорожье         | 17:13    | 3       | 17:16       | с 28/10/2018 ежедневно, кроме среды    |
| 798                       | Запорожье-Харьков         | 17:21    | 2       | 17:23       | с 28/10/2018 ежедневно, кроме вторника |
| 712 (ИНТЕРСИТИ+)          | Константиновка-Киев       | 17:55    | 2       | 17:57       | с 28/10/2018 ежедневно                 |
| 92/91                     | Константиновка-Одесса     | 18:20    | 2       | 18:22       | с 28/10/2018 ежедневно                 |
| 74                        | Кривой Рог-Москва Курская | 19:34    | 4       | 19:38       | с 28/10/2018 ежедневно                 |
| 106 беспересадочный вагон | Днепр-Москва Курская      | 19:34    | 4       | 19:34       | с 28/10/2018 ежедневно                 |
| 96                        | Бахмут-Мариуполь          | 22:15    | 2       | 22:17       | с 29/10/2018 по непарным               |
| 126                       | Константиновка-Киев       | 23:18    | 23      | 23:41       | с 28/10/2018 ежедневно                 |

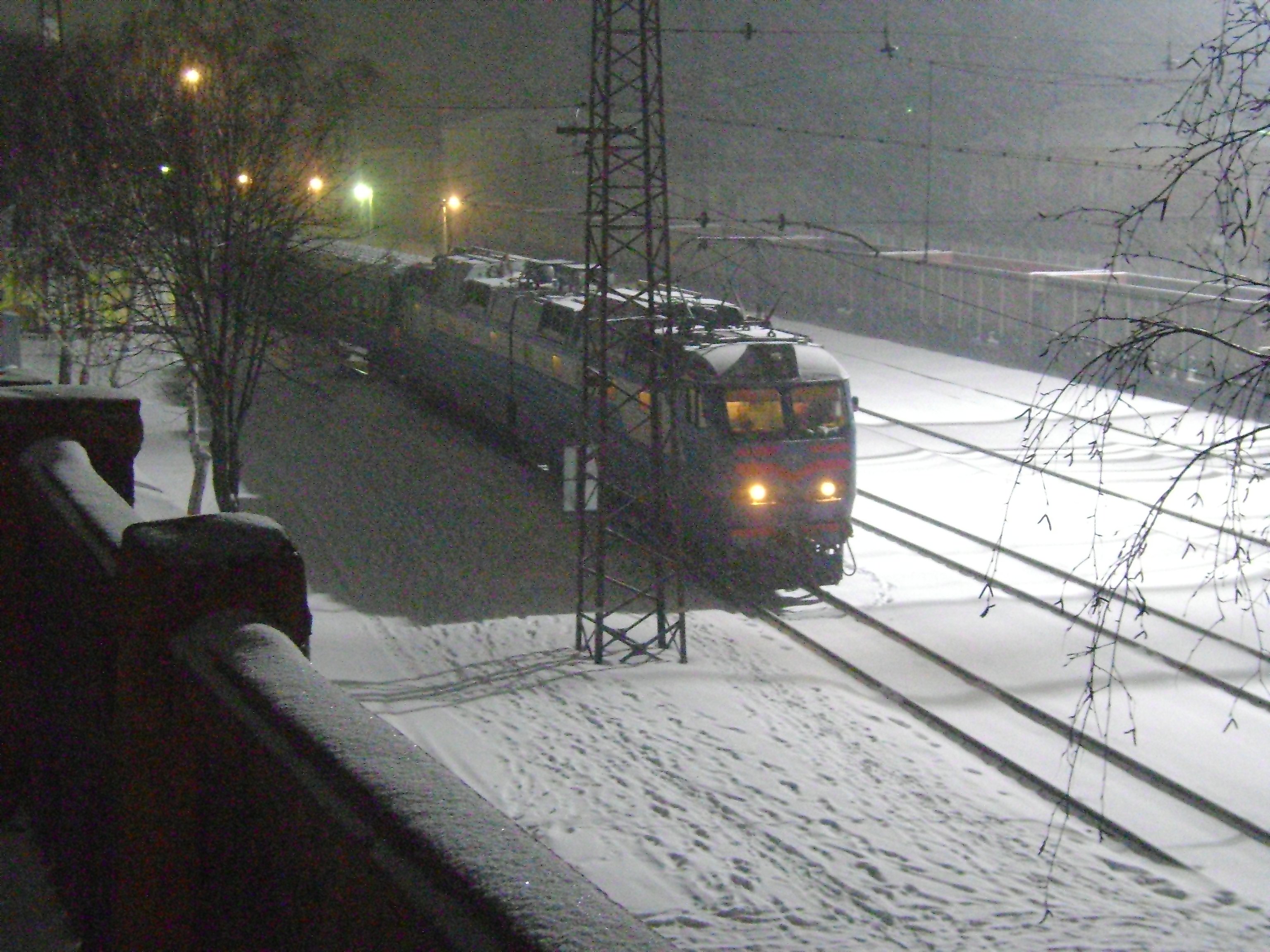
Электровоз ЧС7 на 1 платформе Севастопольской стороны станции Лозовая ЮЖД

## Движение пассажирских поездов
По состоянию на 2023 год вокзал отправляет и принимает следующие поезда:
| № поезда       | Маршрут              | № поезда       | Маршрут              |
| -------------- | -------------------- | -------------- | -------------------- |
| 59             | Харьков — Одесса     | 62             | Одесса — Харьков     |
| 65             | Умань — Харьков      | 65             | Харьков — Умань      |
| 192            | Краматорск — Одесса  | 292            | Краматорск — Харьков |
| 91             | Харьков — Одесса     | 92             | Одесса — Харьков     |
| 103            | Ужгород — Краматорск | 104            | Краматорск — Львов   |
| 712 Интерсити+ | Киев — Краматорск    | 712 Интерсити+ | Краматорск — Киев    |